# Goodyera hispaniolae
Goodyera hispaniolae är en orkidéart som beskrevs av Donald Dungan Dod. Goodyera hispaniolae ingår i släktet knärötter, och familjen orkidéer. Inga underarter finns listade i Catalogue of Life.